# Jens Sjögren
Jens Christer Sjögren, född 31 augusti 1976 i Sävsjö, är en svensk programledare, skådespelare, regissör och musiker. 

## Biografi
Sjögren har tillsammans med Sebastian Hedin bland annat deltagit i programmet Stor i Japan på TV6. De var också programledare i matlagningsprogrammet Superklasse.
Sjögren var delägare i produktionsbolaget Mister Krister och har gjort musikvideor samt ett flertal kända reklamer, bland annat för Hyresgästföreningen, Returpack, Radiotjänst i Kiruna. Han har även haft mindre roller i några svenska filmer såsom Vuxna människor och Varannan vecka. 
År 2012 debuterade han som långfilmsregissör med filmen Lycka till och ta hand om varandra. 2014 medverkade han i serien Söder om Folkungagatan som visades på Kanal 5. Sjögren är regissör till filmen Jag är Zlatan, om fotbollsspelaren Zlatan Ibrahimović. Filmen var från början planerad att ha biopremiär i Sverige den 10 september 2021, men blev framflyttad på grund av Covid-19-pandemin. Istället hade filmen premiär i Sverige den 18 mars 2022. Jag är Zlatan nominerades till sex Guldbaggar inför Guldbaggegalan 2023 varav Sjögren nominerades till en Guldbagge för bästa regi. År 2024 regisserade han SVT-serien The Pirate Bay som bygger på de verkliga händelserna med personerna kring fildelningssidan The Pirate Bay. Samma år meddelades det att Sjögren kommer att regissera Andrev Waldens prisvinnande roman Jävla karlar.
Jens Sjögren var även sångare i rockbandet Bring me the fucking riot... man. Sedan 2009 driver han även klubben Natten i Stockholm tillsammans med Göran Lagerberg. Natten spelar endast ballader och tryckare.

## Medverkan i film och TV-serier
- 1999 – Vuxna människor
- 2002 – Superklasse (TV-serie)
- 2006 – Varannan vecka
- 2008 – Stor i Japan (TV-serie)
- 2014 – Söder om Folkungagatan (TV-serie)
- 2017 – Solsidan (Film)
- 2018–2019 – Andra åket (TV-serie)

## Manus och regi
- 2012 – Lycka till och ta hand om varandra
- 2020 – Dejta (TV-serie)
- 2021 – Jag är Zlatan
- 2024 – The Pirate Bay (TV-serie)

## Teater

### Roller
| År   | Roll              | Produktion             | Regi             | Teater       |
| ---- | ----------------- | ---------------------- | ---------------- | ------------ |
| 2017 | Stefan Uppkomling | Hålet Mattias Fransson | Mattias Fransson | Orionteatern |